# Bosque Teutónico

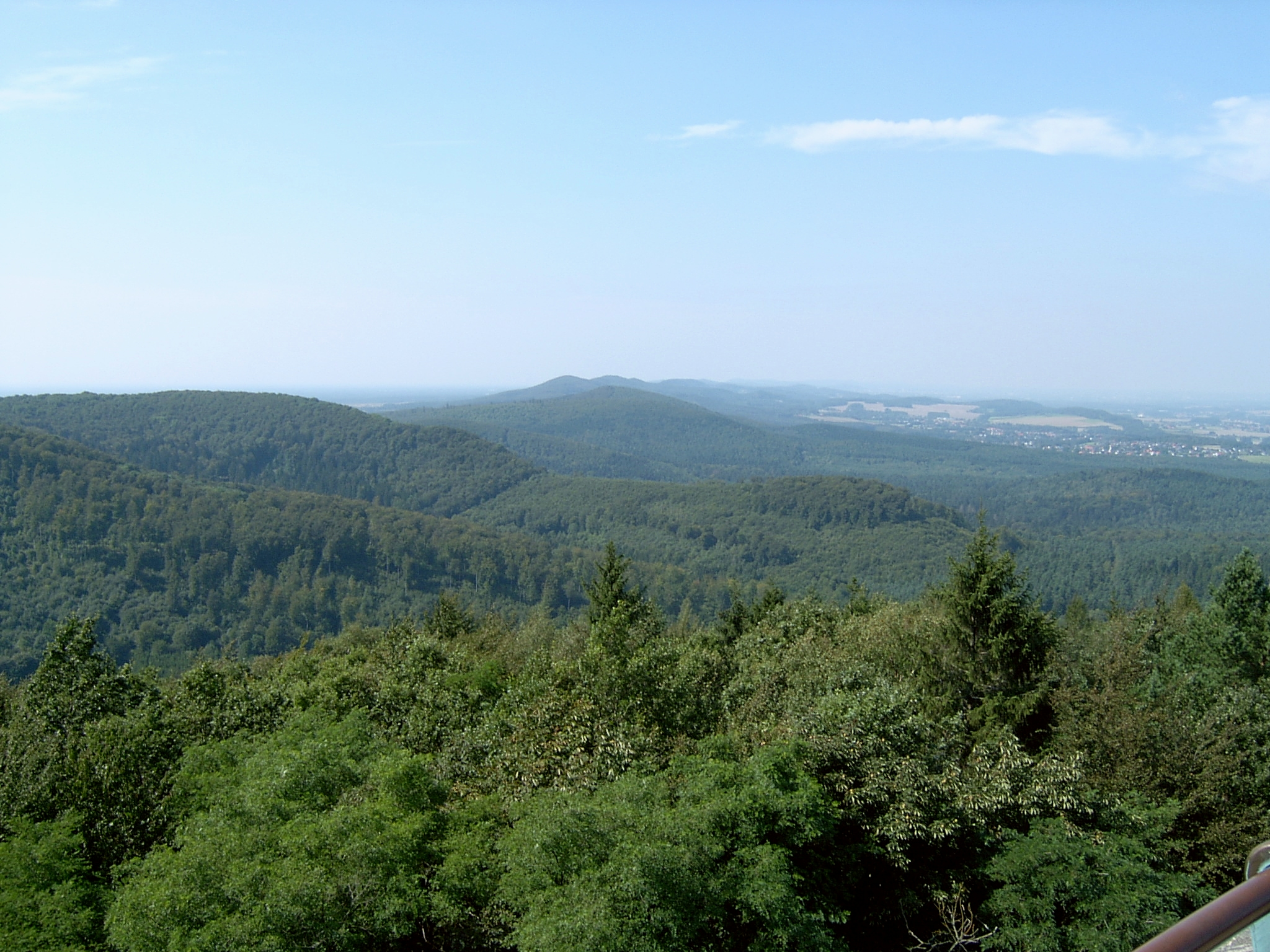
Paisaje visto desde Grotenburg (Hermannsdenkmal) en el que se puede ver el Bosque Teutónico (Teutoburger Wald).

El Bosque Teutónico o Bosque de Teutoburgo (en alemán: Teutoburger Wald, pronunciación: /ˈtɔɪ̯toˌbʊʁɡɐ ˈvalt/ⓘ) es una agrupación boscosa en el norte de Alemania que se extiende entre Baja Sajonia y Renania del Norte-Westfalia. El nombre antiguo por el que hasta el siglo XIX se conocía este bosque era Osning.

## Geografía
El Bosque Teutónico se extiende desde Horn-Bad Meinberg pasando por Bielefeld, al sudeste, hacia Osnabrück y hasta Ibbenbüren al noroeste. Es conocido por la existencia de formaciones geológicas únicas, denominadas: Externsteine y Dörenther Klippen, muy características en la zona.

### Nombre
Al comienzo del siglo XIX e inicio de la exaltación de los valores nacionales originarios, y como veneración por Arminio (rebelde vencedor contra las legiones romanas), se cambió el nombre inicial de Osning por el de Teutoburger Wald. El nombre de Teutoburg se deriva de la raíz que denomina originariamente al pueblo germánico: los teutones, nombre recogido por los cronistas latinos, que acusa un parentesco celta, ya que en lengua gala teutones significaba "tribu de las aguas" (donde "teuta" es tribu y "ona" agua, esta última identificable al río Elba, de cuya cuenca eran originarios).

### Parques naturales
Una gran parte del bosque pertenece a dos parques naturales:
- Naturpark Eggegebirge que ocupa la parte sur del Bosque Teutónico entre Bielefeld y Diemeltal.
- Naturpark Nördlicher Teutoburger Wald-Wiehengebirge localizado en el lado norte del bosque y la sierra Wiehengebirge; este parque tiene la denominación de Osnabrücker Land o Terra Vita.

## Historia

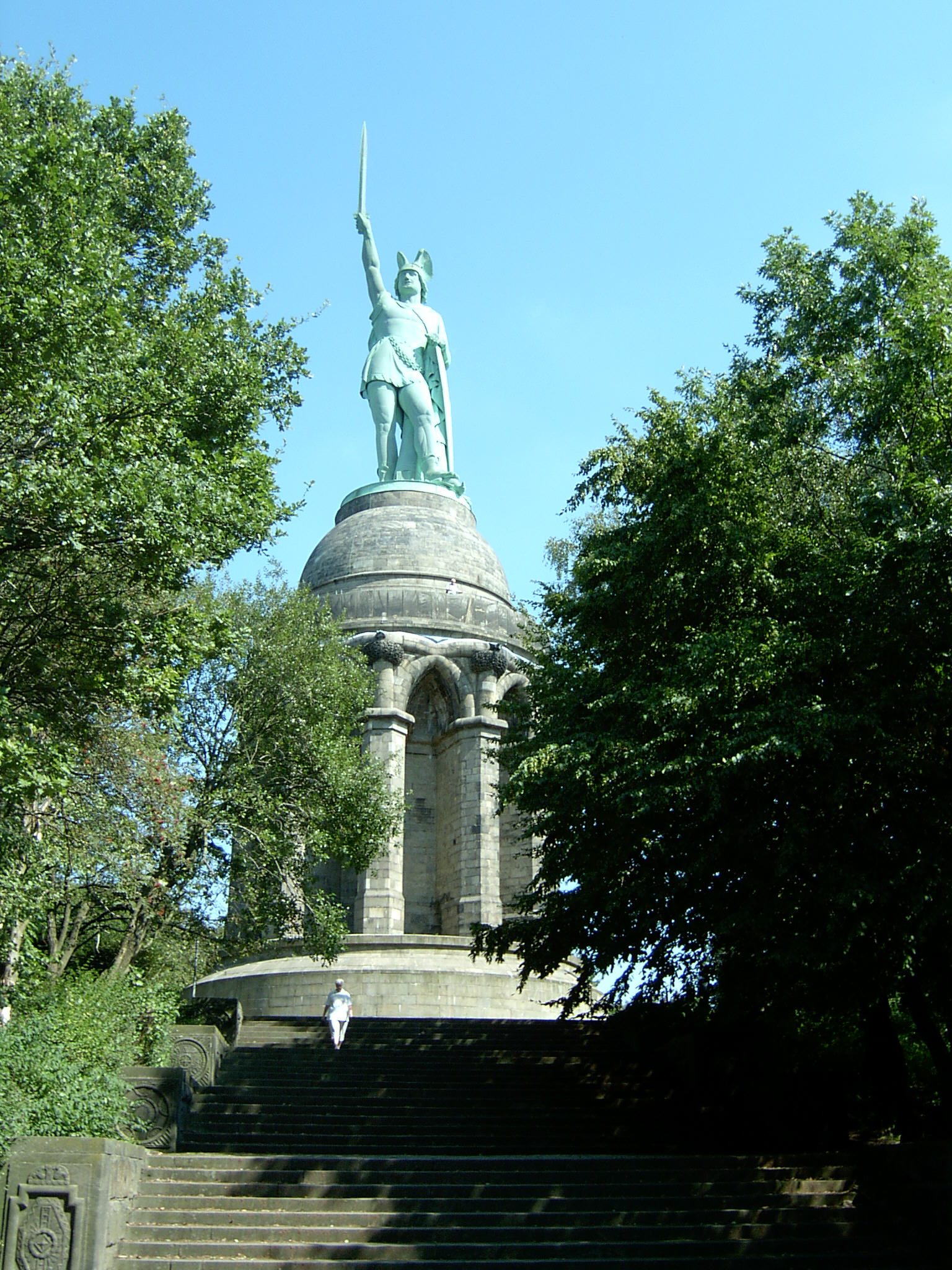
Monumento dedicado a Arminio (Hermannsdenkmal).

En la época de los romanos se produjeron varias incursiones por el bosque y se creía que el general romano Quintilio Varo tuvo la famosa batalla del bosque de Teutoburgo en las cercanías, pero el caso es que esta batalla se libró en Wiehengebirge (Kalkriese).

## Turismo

### Rutas de interés
Existe una ruta establecida y denominada Osning-Route que une diferentes sitios de interés en el Bosque Teutónico. Esta ruta tiene una longitud de 187 km en total, puede recorrerse en coche y se ve frecuentemente indicada en las carreteras de los lugares.

### Salud
Existen numerosos balnearios en ciudades de las cercanías, tales como Bad Rothenfelde conocida por sus salinas, Bad Laer, Melle, etc.

### Deportes
Se pueden practicar diferentes deportes en las inmediaciones del bosque:
- Bicicleta.
- Motociclismo.
- Senderismo, es muy conocida en la zona la Ruta de Arminio, que es una ruta de senderísmo caracterizada por su longitud (casi más de 200 km).